# Kloster Allerheiligen (Tittmoning)
Koordinaten: 48° 3′ 40″ N, 12° 46′ 2″ O
Das Kloster Allerheiligen war ein Kloster der Augustinereremiten in Tittmoning. 

## Geschichte
Das Kloster wurde 1682 durch Max Gandolf von Kuenburg, Erzbischof von Salzburg, gegründet. Der Bau entstand unter Leitung des Flamen Bartholomäus van Opstal. 1730 bestand die Anlage aus dem Klosterbau und der Kirche, einem Südtrakt mit Klostergarten, Springbrunnen und Pavillon. Um 1760 wurde die Anlage um einen Westtrakt erweitert.
Die Aufhebung des Klosters erfolgte 1806. In den Jahren 1807 bis 1822 wurde in der Klosteranlage eine Kaserne untergebracht, von 1823 bis 1930 wurde sie als Gefängnis genutzt. 1854 wurde der Westtrakt und die Klosterbrauerei abgebrochen. 1935 gingen die Anlagen in Privatbesitz über. 1983 wurde die Anlage umfassend renoviert.